# Llista d'asteroides/121601–121700
| Nom      | Designació provisional | Data de descobriment | Lloc de descobriment | Descobridor/s |
| -------- | ---------------------- | -------------------- | -------------------- | ------------- |
| 121601 - | 1999 VP136             | 9 de novembre, 1999  | Socorro              | LINEAR        |
| 121602 - | 1999 VU136             | 12 de novembre, 1999 | Socorro              | LINEAR        |
| 121603 - | 1999 VV136             | 12 de novembre, 1999 | Socorro              | LINEAR        |
| 121604 - | 1999 VF137             | 12 de novembre, 1999 | Socorro              | LINEAR        |
| 121605 - | 1999 VF138             | 9 de novembre, 1999  | Kitt Peak            | Spacewatch    |
| 121606 - | 1999 VG140             | 10 de novembre, 1999 | Kitt Peak            | Spacewatch    |
| 121607 - | 1999 VG142             | 10 de novembre, 1999 | Kitt Peak            | Spacewatch    |
| 121608 - | 1999 VL144             | 11 de novembre, 1999 | Catalina             | CSS           |
| 121609 - | 1999 VV144             | 13 de novembre, 1999 | Catalina             | CSS           |
| 121610 - | 1999 VW147             | 14 de novembre, 1999 | Socorro              | LINEAR        |
| 121611 - | 1999 VD149             | 14 de novembre, 1999 | Socorro              | LINEAR        |
| 121612 - | 1999 VD150             | 14 de novembre, 1999 | Socorro              | LINEAR        |
| 121613 - | 1999 VC151             | 14 de novembre, 1999 | Socorro              | LINEAR        |
| 121614 - | 1999 VA153             | 11 de novembre, 1999 | Kitt Peak            | Spacewatch    |
| 121615 - | 1999 VC154             | 13 de novembre, 1999 | Catalina             | CSS           |
| 121616 - | 1999 VA155             | 13 de novembre, 1999 | Kitt Peak            | Spacewatch    |
| 121617 - | 1999 VX157             | 14 de novembre, 1999 | Socorro              | LINEAR        |
| 121618 - | 1999 VL158             | 14 de novembre, 1999 | Socorro              | LINEAR        |
| 121619 - | 1999 VV163             | 14 de novembre, 1999 | Socorro              | LINEAR        |
| 121620 - | 1999 VB166             | 14 de novembre, 1999 | Socorro              | LINEAR        |
| 121621 - | 1999 VP167             | 14 de novembre, 1999 | Socorro              | LINEAR        |
| 121622 - | 1999 VT167             | 14 de novembre, 1999 | Socorro              | LINEAR        |
| 121623 - | 1999 VH169             | 14 de novembre, 1999 | Socorro              | LINEAR        |
| 121624 - | 1999 VN173             | 15 de novembre, 1999 | Socorro              | LINEAR        |
| 121625 - | 1999 VW177             | 6 de novembre, 1999  | Socorro              | LINEAR        |
| 121626 - | 1999 VR178             | 6 de novembre, 1999  | Socorro              | LINEAR        |
| 121627 - | 1999 VO182             | 9 de novembre, 1999  | Socorro              | LINEAR        |
| 121628 - | 1999 VP183             | 12 de novembre, 1999 | Socorro              | LINEAR        |
| 121629 - | 1999 VZ183             | 15 de novembre, 1999 | Socorro              | LINEAR        |
| 121630 - | 1999 VD187             | 15 de novembre, 1999 | Socorro              | LINEAR        |
| 121631 - | 1999 VO196             | 1 de novembre, 1999  | Catalina             | CSS           |
| 121632 - | 1999 VS196             | 1 de novembre, 1999  | Catalina             | CSS           |
| 121633 - | 1999 VO197             | 3 de novembre, 1999  | Catalina             | CSS           |
| 121634 - | 1999 VX199             | 4 de novembre, 1999  | Anderson Mesa        | LONEOS        |
| 121635 - | 1999 VQ200             | 3 de novembre, 1999  | Socorro              | LINEAR        |
| 121636 - | 1999 VT208             | 12 de novembre, 1999 | Socorro              | LINEAR        |
| 121637 - | 1999 VR210             | 13 de novembre, 1999 | Catalina             | CSS           |
| 121638 - | 1999 VK216             | 3 de novembre, 1999  | Socorro              | LINEAR        |
| 121639 - | 1999 VT217             | 5 de novembre, 1999  | Socorro              | LINEAR        |
| 121640 - | 1999 VK221             | 4 de novembre, 1999  | Socorro              | LINEAR        |
| 121641 - | 1999 VF225             | 5 de novembre, 1999  | Socorro              | LINEAR        |
| 121642 - | 1999 VJ227             | 1 de novembre, 1999  | Socorro              | LINEAR        |
| 121643 - | 1999 WN1               | 28 de novembre, 1999 | Kleť                 | Kleť          |
| 121644 - | 1999 WN6               | 28 de novembre, 1999 | Višnjan Observatory  | K. Korlević   |
| 121645 - | 1999 WQ7               | 28 de novembre, 1999 | Višnjan Observatory  | K. Korlević   |
| 121646 - | 1999 WZ7               | 27 de novembre, 1999 | Monte Agliale        | M. Ziboli     |
| 121647 - | 1999 WF10              | 28 de novembre, 1999 | Kitt Peak            | Spacewatch    |
| 121648 - | 1999 WF11              | 30 de novembre, 1999 | Kitt Peak            | Spacewatch    |
| 121649 - | 1999 WK17              | 30 de novembre, 1999 | Kitt Peak            | Spacewatch    |
| 121650 - | 1999 WR18              | 30 de novembre, 1999 | Kitt Peak            | Spacewatch    |
| 121651 - | 1999 WY18              | 30 de novembre, 1999 | Kitt Peak            | Spacewatch    |
| 121652 - | 1999 WE19              | 30 de novembre, 1999 | Kitt Peak            | Spacewatch    |
| 121653 - | 1999 XV                | 2 de desembre, 1999  | Socorro              | LINEAR        |
| 121654 - | 1999 XY2               | 4 de desembre, 1999  | Catalina             | CSS           |
| 121655 - | 1999 XY4               | 4 de desembre, 1999  | Catalina             | CSS           |
| 121656 - | 1999 XM5               | 4 de desembre, 1999  | Catalina             | CSS           |
| 121657 - | 1999 XL6               | 4 de desembre, 1999  | Catalina             | CSS           |
| 121658 - | 1999 XU8               | 5 de desembre, 1999  | Socorro              | LINEAR        |
| 121659 - | 1999 XX10              | 5 de desembre, 1999  | Catalina             | CSS           |
| 121660 - | 1999 XW19              | 5 de desembre, 1999  | Socorro              | LINEAR        |
| 121661 - | 1999 XQ21              | 5 de desembre, 1999  | Socorro              | LINEAR        |
| 121662 - | 1999 XP26              | 6 de desembre, 1999  | Socorro              | LINEAR        |
| 121663 - | 1999 XC31              | 6 de desembre, 1999  | Socorro              | LINEAR        |
| 121664 - | 1999 XG38              | 3 de desembre, 1999  | Uenohara             | N. Kawasato   |
| 121665 - | 1999 XR38              | 8 de desembre, 1999  | Socorro              | LINEAR        |
| 121666 - | 1999 XM40              | 7 de desembre, 1999  | Socorro              | LINEAR        |
| 121667 - | 1999 XQ40              | 7 de desembre, 1999  | Socorro              | LINEAR        |
| 121668 - | 1999 XN45              | 7 de desembre, 1999  | Socorro              | LINEAR        |
| 121669 - | 1999 XD46              | 7 de desembre, 1999  | Socorro              | LINEAR        |
| 121670 - | 1999 XU46              | 7 de desembre, 1999  | Socorro              | LINEAR        |
| 121671 - | 1999 XG47              | 7 de desembre, 1999  | Socorro              | LINEAR        |
| 121672 - | 1999 XM47              | 7 de desembre, 1999  | Socorro              | LINEAR        |
| 121673 - | 1999 XF51              | 7 de desembre, 1999  | Socorro              | LINEAR        |
| 121674 - | 1999 XQ52              | 7 de desembre, 1999  | Socorro              | LINEAR        |
| 121675 - | 1999 XS52              | 7 de desembre, 1999  | Socorro              | LINEAR        |
| 121676 - | 1999 XM54              | 7 de desembre, 1999  | Socorro              | LINEAR        |
| 121677 - | 1999 XN55              | 7 de desembre, 1999  | Socorro              | LINEAR        |
| 121678 - | 1999 XJ56              | 7 de desembre, 1999  | Socorro              | LINEAR        |
| 121679 - | 1999 XY56              | 7 de desembre, 1999  | Socorro              | LINEAR        |
| 121680 - | 1999 XJ57              | 7 de desembre, 1999  | Socorro              | LINEAR        |
| 121681 - | 1999 XO58              | 7 de desembre, 1999  | Socorro              | LINEAR        |
| 121682 - | 1999 XH59              | 7 de desembre, 1999  | Socorro              | LINEAR        |
| 121683 - | 1999 XF60              | 7 de desembre, 1999  | Socorro              | LINEAR        |
| 121684 - | 1999 XH60              | 7 de desembre, 1999  | Socorro              | LINEAR        |
| 121685 - | 1999 XL60              | 7 de desembre, 1999  | Socorro              | LINEAR        |
| 121686 - | 1999 XM61              | 7 de desembre, 1999  | Socorro              | LINEAR        |
| 121687 - | 1999 XT62              | 7 de desembre, 1999  | Socorro              | LINEAR        |
| 121688 - | 1999 XA63              | 7 de desembre, 1999  | Socorro              | LINEAR        |
| 121689 - | 1999 XB64              | 7 de desembre, 1999  | Socorro              | LINEAR        |
| 121690 - | 1999 XP64              | 7 de desembre, 1999  | Socorro              | LINEAR        |
| 121691 - | 1999 XY64              | 7 de desembre, 1999  | Socorro              | LINEAR        |
| 121692 - | 1999 XD65              | 7 de desembre, 1999  | Socorro              | LINEAR        |
| 121693 - | 1999 XF66              | 7 de desembre, 1999  | Socorro              | LINEAR        |
| 121694 - | 1999 XF67              | 7 de desembre, 1999  | Socorro              | LINEAR        |
| 121695 - | 1999 XP68              | 7 de desembre, 1999  | Socorro              | LINEAR        |
| 121696 - | 1999 XD69              | 7 de desembre, 1999  | Socorro              | LINEAR        |
| 121697 - | 1999 XD73              | 7 de desembre, 1999  | Socorro              | LINEAR        |
| 121698 - | 1999 XM73              | 7 de desembre, 1999  | Socorro              | LINEAR        |
| 121699 - | 1999 XS76              | 7 de desembre, 1999  | Socorro              | LINEAR        |
| 121700 - | 1999 XX77              | 7 de desembre, 1999  | Socorro              | LINEAR        |